# Jason Dufner
Jason Christopher Dufner (Cleveland, 24 marzo 1977) è un golfista statunitense.

## Biografia
Professionista dal 2000, ha vinto due tornei sul WEB.com Tour: BUY.COM Wichita Open ed il LaSalle Bank Open (2001 e 2006). Ha inoltre vinto 4 volte sul PGA Tour nel 2012: lo Zurich Classic of New Orleans e il HP Byron Nelson Championship, nel 2016 il CareerBuilder Challenge, nel 2017 The Memorial tournament. Il suo migliore piazzamento in un Major è la vittoria nel PGA Championship 2013  Ha fatto parte della squadra USA di Ryder Cup nel 2012 vinta in rimonta dall'Europa.

## Vittorie professionali (8)

### PGA Tour vittorie (5)
| Legenda            |
| Tornei Major (1)   |
| Altri PGA Tour (4) |

| No. | Data             | Torneo                        | Punteggio di vittoria | To par | Margine | Secondo/i                     |
| --- | ---------------- | ----------------------------- | --------------------- | ------ | ------- | ----------------------------- |
| 1   | 29 aprile, 2012  | Zurich Classic of New Orleans | 67-65-67-70=269       | −19    | Playoff | Ernie Els                     |
| 2   | 20 maggio, 2012  | HP Byron Nelson Championship  | 67-66-69-67=269       | −11    | 1 colpo | Dicky Pride                   |
| 3   | Aug 11, 2013     | PGA Championship              | 68-63-71-68=270       | −10    | 2 colpi | Jim Furyk                     |
| 4   | 24 gennaio, 2016 | CareerBuilder Challenge       | 64-65-64-70=263       | −25    | Playoff | David Lingmerth               |
| 5   | 4 giugno, 2017   | Memorial Tournament           | 65-65-77-68=275       | −13    | 3 colpi | Rickie Fowler, Anirban Lahiri |

PGA Tour playoff record (2–3)
| No. | Anno | Torneo                                | Sfidante/i      | Risultato                                                                           |
| --- | ---- | ------------------------------------- | --------------- | ----------------------------------------------------------------------------------- |
| 1   | 2011 | Waste Management Phoenix Open         | Mark Wilson     | Perso col colpo birdie alla seconda buca extra                                      |
| 2   | 2011 | PGA Championship                      | Keegan Bradley  | Playoff complessivo a tre buche perso; Bradley: −1 (3-3-4=10), Dufner: E (4-4-3=11) |
| 3   | 2012 | Zurich Classic of New Orleans         | Ernie Els       | Vinto col colpo birdie alla seconda buca extra                                      |
| 4   | 2014 | Crowne Plaza Invitational at Colonial | Adam Scott      | Perso col colpo birdie alla terza buca extra                                        |
| 5   | 2016 | CareerBuilder Challenge               | David Lingmerth | Vinto con par alla seconda buca extra                                               |

### Nationwide Tour vittorie (2)
| No. | Data            | Torneo               | Punteggio di vittoria | To par | Margine | Secondo/i                           |
| --- | --------------- | -------------------- | --------------------- | ------ | ------- | ----------------------------------- |
| 1   | 15 luglio, 2001 | Buy.com Wichita Open | 67-67-64-68=266       | −22    | 3 colpi | David Gossett, Jeff Gove, Todd Rose |
| 2   | 11 giugno, 2006 | LaSalle Bank Open    | 69-71-69-70=279       | −5     | 1 colpo | Cliff Kresge                        |

### Altre vittorie (1)
| No. | Data              | Torneo                                            | Punteggio di vittoria | To par | Margine | Secondo                      |
| --- | ----------------- | ------------------------------------------------- | --------------------- | ------ | ------- | ---------------------------- |
| 1   | 12 dicembre, 2015 | Franklin Templeton Shootout (con Brandt Snedeker) | 61-64-61=186          | −30    | 2 colpi | Harris English e Matt Kuchar |

## Tornei Major

### Vittorie (1)
| Anno | Campionato       | 54 buche           | Punteggio di vittoria | Margine | Secondo   |
| ---- | ---------------- | ------------------ | --------------------- | ------- | --------- |
| 2013 | PGA Championship | 1 colpo di deficit | −10 (68-63-71-68=270) | 2 colpi | Jim Furyk |